# كلود الفرنسية

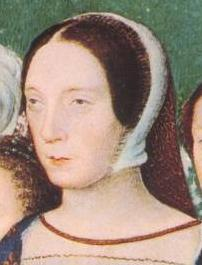
الملكة كلود القرينة الأولى للملك فرانسوا الأول ملك فرنسا.

الملكة  كلود من فرنسا  (بالفرنسية: Claude de France) (13 أكتوبر 1499 - 20 يوليو 1524) قرينة الملك فرانسوا الأول ملك فرنسا ودوقة بريتاني، والابنة البكر للملك لويس الثاني عشر ملك فرنسا وآن من بريتاني. ووالدة الملك هنري الثاني ملك فرنسا، وبالتالي جدة آخر ثلاث ملوك من أسرة فالوا، وهي أيضًا والدة إليزابيث قرينة الملك فيليب الثاني ملك إسبانيا، وكلود دوقة لورين؛ ومارغريت قرينة الملك هنري الرابع ملك فرنسا، وهي جدة شارل إيمانويل الأول دوق سافوي لأمه. توفيت كلود عام 1524، وهي في عمر الرابعة والعشرين.